# Gormāsī
Gormāsī (persiska: گرماسی) är en ort i Iran.   Den ligger i provinsen Khorasan, i den nordöstra delen av landet, 900 km öster om huvudstaden Teheran. Gormāsī ligger 686 meter över havet och antalet invånare är 117.
Terrängen runt Gormāsī är platt norrut, men söderut är den kuperad.Runt Gormāsī är det ganska glesbefolkat, med 35 invånare per kvadratkilometer. Närmaste större samhälle är Şāleḩābād, 7,6 km nordväst om Gormāsī. Omgivningarna runt Gormāsī är i huvudsak ett öppet busklandskap.